# 庫別茨科耶湖
56°06′08″N 29°43′07″E / 56.10222°N 29.71861°E
庫別茨科耶湖（俄语：Кубецкое），是俄羅斯的湖泊，位於該國西北部，由普斯科夫州負責管轄，處於涅韋爾區，面積1.1平方公里，集水區面積47.9平方公里，平均水深2.9米，最大水深7.2米。